# Hyas
Hyas Leach, 1814 è un genere di granchi della famiglia Oregoniidae.

## Tassonomia
- Hyas alutaceus Brandt, 1851
- Hyas araneus (Linnaeus, 1758)
- Hyas coarctatus Leach, 1815
- Hyas lyratus Dana, 1851
- Hyas ursinus Rathbun, 1924